# Ридвед Врих
Ридвед Веснушчатый (валл. Rhyddfedd Frych; 435—480) — король Поуиса в третьей четверти V века.

## Биография
Ридвед был сыном Категирна, сына Вортигерна. Ридвед наследовал трон Поуиса после смерти Каделла Дирнллуга. Никаких свидетельств о правлении Ридведа в исторических источниках не сохранилось.
Он появляется как отец Бриду в самой артефициальной родословной Каделла Ддирнлуга в расширенном тракте «Ханесин Хен».
После смерти Ридведа королём Поуиса стал его сын Касанаут Вледиг.